# La Dignité d'Homer
 (août 2022).
Si vous disposez d'ouvrages ou d'articles de référence ou si vous connaissez des sites web de qualité traitant du thème abordé ici, merci de compléter l'article en donnant les références utiles à sa vérifiabilité et en les liant à la section « Notes et références ».
La Dignité d'Homer (France) ou Le Fou du roi (Québec) (Homer vs. Dignity) est le 5e épisode de la saison 12 de la série télévisée d'animation Les Simpson.

## Synopsis
La famille Simpson va dîner au restaurant pour récompenser le premier "A" de Bart. Mais au moment de payer l'addition, la carte bancaire de Homer est refusée.
La famille Simpson connaît alors des fins de mois difficiles. En allant demander une augmentation à M. Burns, Homer accepte de jouer des tours de plus ou moins bon goût aux habitants de Springfield en échange de quelques dollars.
Mais Lisa fait comprendre à Homer que la dignité n'a pas de prix, ce qu'il finira par admettre après un épisode scabreux au zoo dans lequel il joue le rôle d'une femelle panda.